# Ayi Kwei Armah
Aiy Kewi Armah (Sekondi-Takoradi, 28 ottobre 1939) è uno scrittore ghanese.
Viene considerato uno degli autori più rappresentativi della letteratura africana in lingua inglese. Come Chinua Achebe e altri autori africani del periodo post-coloniale, Armah affronta nella propria opera la profonda crisi culturale e sociale dei paesi africani all'indomani dell'indipendenza.

## Opere
- The Beautiful Ones Are Not Yet Born (1968)
- Fragments (1970)
- Why Are We So Blest? (1972)
- Two Thousands Seasons (1973)
- The Healers (1978)
- Osiris Rising: A Novel of Africa Past, Present and Future (1995)